# 盘中突蛛
盘中突蛛（学名：Carorita limnaeus）为皿蛛科中突蛛属的动物。分布于亚洲、北非、欧洲、北美洲以及中国大陆的吉林等地。